# 塘湾镇 (贵溪市)
塘湾镇，是中华人民共和国江西省鹰潭市贵溪市下辖的一个乡镇级行政单位。2019年被评为中国文化百强镇。

## 行政区划
塘湾镇下辖以下地区：
塘湾街社区、塘湾村、大桥村、古塘村、金源村、山坑村、芦甸村、唐甸村、寨前村、港西村、江坊村、财源村、东港村、上祝村、高畈村和白果村。

## 中国历史文化名镇
塘湾镇为中国历史文化名镇。